# Ширяївський район
Ширяївський район — колишній район у центральній частині Одеської області. Адміністративний центр — Ширяєве. Площа району 1,5 тисяч квадратних кілометрів. Населення — 29,8 тисяч осіб, у тому числі в смт Ширяєве — 7,1 тисяч осіб, сільське населення становить 27,7 тисяч осіб. В районі 18 сільських та 1 селищна рада, яким підпорядковано 73 населених пункти. Найбільші села: Петровірівка, Миколаївка, Старі Маяки.
Ліквідований відповідно до Постанови Верховної Ради України «Про утворення та ліквідацію районів» від 17 липня 2020 року № 807-IX.

## Географія
Межує з Ананьївським, Любашівським, Миколаївським, Березівським, Великомихайлівським, Захарівським та Іванівським районами.
На території району створено ландшафтний заказник місцевого значення Осинівський, ландшафтний заказник місцевого значення Чогодарівський.

## Історія
У кінці  XIX століття тодішня Степанівська волость займала площу 230,90 кв. верств. У населених пунктах нараховувалось 717 дворів. На один двір припадало 5,1 ос., а на 1 кв. версту 18 осіб.
За освітою: з вищою — 13 осіб, з середньою спеціальною — 6 осіб, з початковою — 90 осіб, без освіти — 3980 осіб.
Склад за віруванням: православних — 3721 особа, католиків — 12 осіб, лютеран — 32 особи, розкольників — 10 осіб, юдеїв — 303 особи.
Національний склад: українців — 70 %, росіян — 4 %, німців — 3 %, поляків — 3 %, євреїв — 20 %.
1923 р. березень місяць — відбулася перебудова адміністративного поділу краю. Були скасовані старі царські назви і затверджені нові.
Колишня Степанівська волость була поділена на три сільські ради: Ульянівську, Ширяївську і Михайлівську.
1924 р. Демидівський район перевели у містечко Петровірівку, куди приєднали декілька створених сільських рад: Чуйківську (с. Олександрівка), Григорівську, Мар'янівську, Михайлівську, Ширяївську, Ульянівську, Осинівську.
З того року адреса Ширяєвого була такою: Ширяєве Петровірівського району Одеського округи.
У економічному відношенні район був сільськогосподарський. 96 % площ зайняті були під угіддями, з яких 74 % під орними, де вирощувалися в основному озимі сорти пшениці. Середня урожайність зернових у ці роки сягала 16-20 ц/га.
Другою важливою галуззю було тваринництво, де на 100 га сільгоспугідь становило 12-13 голів великої рогатої худоби м'ясного та молочного виробництва. У цей час було 4 семирічні школи, 16 початкових шкіл, 1 лікарня, 4 медичні пункти, 17 клубів, 36 хат-читалень.
Улітку 1935 року були створені і запрацювали райспоживспілка, автопарк, редакція газети «Колгоспна правда» (з 1945 року газету перейменовано на «Промінь»), райбанк і сільгоспбанк, райсуд, прокуратура, ощадкаса.
Під час Німецько-радянської війни з району у війні взяли участь 13018 осіб.
2 роки і 9 місяців район був окупований німецько-нацистськими та румуно-болгарськими окупантами та включений у Ананьївський повіт Трансністрії.
Район було зайнято Червоною армією з 2 по 4 квітня 1944 року.
Не повернулися до рідних домівок 4225 осіб. 9 воякам присвоєно звання Героя Радянського Союзу, один став повним кавалером орденів Слави, понад 2 тисячі було нагороджено бойовими орденами і медалями, серед них 196 ширяївців.
До Одеської області в 1951 р. було переселено 10283 мешканців гірських районів Дрогобицької області, у Ширяївський район потрапили колишні мешканці Кривки і Хмеля.
У 1959 році, після ліквідації Петровірівського району, до складу Ширяївського району були включені села Маркевичеве, Новоєлизаветівка, Новопетрівка, Катерино-Платонівка, Жовтень та навколишні села. Однак у грудні 1962 року район було ліквідовано і Ширяєве відійшло до Ананьївського району. У 1965 році Ширяєве знову райцентр, з цього ж року воно стало відноситись до розряду селищ міського типу. 05.02.1965 Указом Президії Верховної Ради Української РСР передано Антонівську сільраду Ширяївського району до складу Березівського району, а Бранкованівську та Малігонівську сільради Фрунзівського району до складу Ширяївського району.

## Загальні відомості
Рівною стрічкою простяглася по території району автомобільна дорога E95 (Одеса—Київ).
На 126-му кілометрі цієї траси знаходиться наше селище.
Після реформування сільського господарства в районі сьогодні функціонує 26 товариських, 48 приватних, 158 фермерських, 10 різних сільськогосподарських підприємств.

## Адміністративно-територіальний устрій
У лютому 2010 року з обліку було знято село Петрівське.

## Населення
Національний склад населення за даними перепису 2001 року:
| Національність | Кількість осіб | Відсоток |
| -------------- | -------------- | -------- |
| українці       | 26809          | 89,94 %  |
| молдовани      | 1538           | 5,16 %   |
| росіяни        | 913            | 3,06 %   |
| болгари        | 108            | 0,36 %   |
| цигани         | 95             | 0,32 %   |
| інші           | 346            | 1,16 %   |

Мовний склад населення за даними перепису 2001 року:
| Мова       | Кількість осіб | Відсоток |
| ---------- | -------------- | -------- |
| українська | 27166          | 91,13 %  |
| молдовська | 1270           | 4,26 %   |
| російська  | 1080           | 3,62 %   |
| вірменська | 73             | 0,24 %   |
| болгарська | 62             | 0,21 %   |
| інші       | 158            | 0,53 %   |

## Соціальна сфера
В районі 32 загальноосвітні школи; в них навчається 4589 учнів, працює близько 500 вчителів.
Культосвітню роботу проводять 32 клуби, 32 бібліотеки та ДМШ. У них працює понад 100 культпрацівників.
Населення району обслуговує і районна лікарня, 2 дільничні лікарні, 3 амбулаторії, 29 ФАПів, у яких працює 50 лікарів і 180 медсестер.

## Політика
25 травня 2014 року відбулися Президентські вибори України. У межах Ширяївського району була створена 31 виборча дільниця. Явка на виборах складала — 48,85 % (проголосували 9 650 із 19 755 виборців). Найбільшу кількість голосів отримав Петро Порошенко — 46,56 % (4 493 виборців); Юлія Тимошенко — 18,58 % (1 793 виборців), Олег Ляшко — 9,21 % (889 виборців), Сергій Тігіпко — 8.98 % (867 виборців). Решта кандидатів набрали меншу кількість голосів. Кількість недійсних або зіпсованих бюлетенів — 2,16 %.

## Відомі уродженці
- Шевельов Сергій Миколайович (1909—1979) — радянський військовий льотчик-винищувач часів Другої світової війни, штурман 249-го винищувального авіаційного полку 217-ї винищувальної авіаційної дивізії (4-а повітряна армія), капітан. Герой Радянського Союзу (1943).
- Кучеряба Тихін Олександрович (1910—1978) — радянський військовий льотчик часів Другої світової війни, командир ескадрильї 43-го гвардійського штурмового авіаційного полку 230-ї штурмової авіаційної дивізії (4-а повітряна армія), гвардії капітан. Герой Радянського Союзу (1946).
- Колесниченко Степан Калинович (1913—1943) — радянський військовий льотчик часів Другої світової війни, помічник командира 519-го винищувального авіаційного полку з повітряно-стрілецької служби (283-я винищувальна авіаційна дивізія, 16-а повітряна армія), лейтенант. Герой Радянського Союзу (1943).
- Жуган Микола Павлович (1917—2017) — радянський військовий льотчик часів Другої світової війни, командир авіаційної ланки 10-го гвардійського авіаційного полку 3-ї гвардійської авіаційної дивізії 3-го гвардійського авіаційного корпусу авіації далекої дії (АДД), гвардії капітан. Герой Радянського Союзу (1944).
- Сокуренко Володимир Гаврилович (1921—1994) — український радянський правознавець, доктор юридичних наук з 1967, професор з 1968.
- Кондратенко Іван Васильович (1923—1971) — радянський військовик часів Другої світової війни, командир гармати 4-ї батареї 611-го винищувального протитанкового артилерійського полку, старший сержант. Герой Радянського Союзу (1943).
- Лавренюк Леонід Федорович (1925—1945) — комсорг 3-го стрілецького батальйону 475-го стрілецького полку 53-ї стрілецької дивізії 7-ї гвардійської армії, сержант, Герой Радянського Союзу (1945).
- Мельниченко Віктор Олександрович (1939—2009) — радянський та український шаховий композитор, Майстер спорту СРСР (1971), міжнародний арбітр (1984) та гросмейстер (1989) із шахової композиції.